# Igli
Igli (în arabă تبلبلة) este o comună din provincia Béchar, Algeria.
Populația comunei este de 6.833 de locuitori (2009).